# بنية فائقة الدقة
بنية فائقة الدقة (hyperfine structure) في فيزياء الذرة هو انقسام طفيف جدا في المدار الإلكتروني الأول حول نواة الذرة ناتج عن ترابط بين العزم المغزلي للإلكترون مع العزم المغزلي للنواة. يمكن للعزم المغزلي للإلكترون أن يكون متوازيا مع العزم المغزلي للنواة، أو أن يكونا معكوسان. كل حالة منهما تكون مقترنة بمستوى للطاقة معين. وعندما ينتقل الإلكترون من الحالة ذات الطاقة العالية إلى الحالة ذات طاقة منخفضة فهو يبعث فرق الطاقتين في هيئة شعاع ضوئي يسمى فوتون.

انقسام بنية فائقة الدقة لمستويات الطاقة لذرة الهيدروجين (مقياس رسم اختياري للتوضيح) [انظر رمز تعبير].

مقدار انفصال خطوط الطيف الناشئة عن البنية فائقة الدقة هي أصغر نحو 2000 مرة من الانفصال الناشيء عن البنية الدقيقة. الفرق بين الانفصالين هو ان انفصال البنية الدقيقة سببه ثلاثة مؤثرات، وهي: تأثير يأخد في الحسبان السرعة العالية للإلكترون في مداره وهي سرعة مقاربة ل سرعة الضوء (تعديل النسبية)، وتأثير ناتج عن ترابط مغزلي مداري للإلكترون، وتعديل في طاقة الوضع للإلكترون في المجال الكهربي للنواة (انظر هيكل دقيق). أما البنية فائقة الدقة فهي تأخذ في الحسبان علاوة على ذلك تآثر العزم المغزلي المغناطيسي للإلكترون مع العزم المغزلي المغناطيسي لنواة الذرة. كما أن لأنوية النظائر المختلفة (عدد البروتونات والنيوترونات) تأثير بهذا القدر الصغير.
الشكل المبين يوضح مستويي الطاقة الأولين لذرة الهيدروجين (إلى اليسار)، حيث n = 1 و n=2 طبقا لنموذج بور. وفي الوسط يبدو انفصال مستويي الطاقة ل n = 1 و n=2 بسبب تأثير البنية الدقيقة، وإلى اليمين يوضح الشكل انقسامات مستويات الطاقة المتعلقة بالبنية فائقة الدقة. تتوافق تلك التوزيعات في طاقة الإلكترون في ذرة الهيدروجين مع ما نقيسه من توزيع لخطوط طيف الهيدروجين. وكانت ذرة الهيدروجين هي محط اهتمام الفيزيائيين خلال النصف الأول من القرن العشرين حيث أنها أبسط الذرات. ونجحوا في تفسيرها بواسطة ميكانيكا الكم تفسيرا كاملا، الشيء الذي فشل في حله الميكانيكا الكلاسيكية، واستطاعوا حساب كل تلك المستويات للطاقة، وحساب الانتقالات بينها وما ليس مسموحا منها للانتقال الإلكترون بين مستويات الطاقة المختلفة لذرة الهيدروجين.

## تأثير العزم المغزلي للنواة
يقصد بالبنية فائقة الدقة انفصال مستويات الطاقة في الذرة {\displaystyle V_{\mathrm {HFS} }}
- بالمقارنة بمستويات طاقة البنية الدقيقة niveaus of fine structure - حيث أن البنية فائقة الدقة تاخذ في الحسبان الترابط بين العزم المغناطيسي للنواة
{\displaystyle {\vec {\mu }}_{I}} مع المجال المغناطيسي {\displaystyle {\vec {B}}_{J}} الذي يولده الإلكترون:
{\displaystyle \Delta V_{\mathrm {HFS} }=-{\vec {\mu }}_{I}\cdot {\vec {B}}_{J}}
حيث:
- {\displaystyle I}: العزم المغزلي المغناطيسي للنواة،
- {\displaystyle J}: عزم مداري للإلكترون في الغلاف الذري.

وأكبر انفصال يبينه الإلكترون في انفصال البنية فائقة الدقة هو انفصال الحالة s ، حيث أنها أقرب «مدارات» الإلكترون إلى النواة.

### الصيغة الرياضية وثابت البنية فائقة الدقة
تؤدي التشابك إلى أن عزم الدوران الكلي {\displaystyle {\vec {F}}} للذرة يكون كموميا، حيث أنه يتكون من مجموع الزخم الزاوي للإلكترون {\displaystyle {\vec {J}}} والعزم المغزلي للنواة {\displaystyle {\vec {I}}} , وكلاهما كموميان:
{\displaystyle |{\vec {F}}|=\hbar {\sqrt {F(F+1)}}=|{\vec {J}}+{\vec {I}}|.}
يمكن أن يتخذ عدد الكم {\displaystyle F} قيمة 1/2 أو قيمة عدد صحيح، فهو يتخذ القيم من
{\displaystyle \{|J-I|,\dots ,J+I\}}
وتعطى طاقة التأثير المتبادل بالمعادلة:
{\displaystyle {\begin{aligned}\Delta V_{\mathrm {HFS} }&=-{\vec {\mu }}_{I}\cdot {\vec {B}}_{J}\\&=g_{I}\cdot \mu _{\mathrm {K} }\cdot B_{J}\,{\frac {F(F+1)-[J(J+1)+I(I+1)]}{2{\sqrt {J(J+1)}}}}\\&={\frac {A}{2}}\,\langle F(F+1)-[J(J+1)+I(I+1)]\rangle .\end{aligned}}}
حيث:
- {\displaystyle g_{I}} معامل لاندي للنواة
- {\displaystyle \mu _{\mathrm {K} }={\frac {e\hbar }{2m_{\mathrm {P} }}}} مغنطون النواة
  - {\displaystyle e} الشحنة الأولية
  - {\displaystyle \hbar } ثابت بلانك المخفض،
  - {\displaystyle m_{P}} كتلة البروتون
- {\displaystyle A={\frac {g_{I}\mu _{k}B_{J}}{\sqrt {J(J+1)}}}} . . . . . ثابت البنية فائقة الدقة .

والعلاقة بين العزم المغناطيسي والعزم الزاوي للنواة تعطى بالمعادلة:
{\displaystyle {\vec {\mu }}_{I}={\frac {g_{I}\mu _{\mathrm {K} }}{\hbar }}{\vec {I}}.}
لتعيين VHFS تلزم معرفة كلا من gI و BJ. ويمكن تعيين
gI بقياس رنين العزم المغزلي للنواة، ويمكن تعيين BJ من الدالة الموجية للإلكترون، مع العلم بأنها تُحسب بطرق الحساب العددية للذرات ذات عدد ذري أكبر من 1.

### تطبيقات
تستغل الانتقالات الإلكترون بين حالات البنية فائقة الدقة في اختراع الساعات الذرية، ذلك لأن ترددها ثابت - مثل باقي الانتقالات في الذرة. كما يمكن توليدهها بطرق بسيطة وهي دقيقة جدا ويمكن قياسها بسهولة، حيث أنها في نطاق الموجات الراديوية أو في نطاق ميكروويف.
يبلغ تردد الانتقال في المستوى القاعي ل ذرة الهيدروجين بين F=1  و F=0 (وهو ما يسمى Spin-Flip) نحو 1,420 جيجا هرتز، أي طول موجة 21 سنتيمتر. هذا الخط الطيفي الذي يسمى خط الهيدروجين أو خط HI-Line هام جداً في الرصد الفلكي حيث تستخدم تلسكوبات راديوية عديدة وكبيرة للتعرف على أماكن تجمعات سحب للهيدروجين في الكون. وعن طريق قياس انزياح دوبلر لهذا الخط يمكن معرفة حركة الغاز بين النجمي بالنسبة للأرض.

### البنية فائقة الدقة للجزيئات
تدرس البنية فائقة الدقة للجزيئات من الوجهة النظرية بواسطة هاميلتوني يشمل الأجزاء التي نتجت من حالة الذرة، مع الأخذ في الحسبان ثنائي قطب معناطيسي لكل من الأنوية التي تكون لها {\displaystyle \scriptstyle {I>0}} بالإضافة إلى رباعي أقطاب كهربي لكل نواة لها
{\displaystyle \scriptstyle {I\geq 1}}. وكان العالمان «فروش» و «فولي» أول من قام بحساب نصيب القطب الثنائي المغناطيسي في حالة الجزيئات ثنائية الذرات.

ويسمى ما نتج عن حساباتهم لإحداثيات البنية فائقة الدقة، تسمى «إحداثيات فروش وفولي».

## اقرأ أيضا
- بنية دقيقة
- ذرة الهيدروجين
- خط هيدروجين
- ميكانيكا الكم
- معادلة شرودنغر
- نموذج بور
- خطوط طيف الهيدروجين
- ترابط مغزلي مداري
- رمز تعبير